# Dusty Hannahs
Gerald Ellis "Dusty" Hannahs III (Little Rock, Arkansas, 2 de septiembre de 1993) es un baloncestista estadounidense que pertenece a la plantilla del Hapoel Eilat B.C. de la Ligat ha'Al. Con 1,91 metros de estatura, juega en la posición de base o de escolta. Su padre, Gerry, fue jugador de béisbol profesional en la MLB con los Montreal Expos y Los Angeles Dodgers.

## Trayectoria deportiva

### Universidad
Jugó dos temporadas en los Red Raiders de la Universidad Tecnológica de Texas, en las que promedió 7,3 puntos y 1,3 rebotes por partido. En 2014 fue transferido a los Arkansas de la Universidad de Arkansas, donde tras cumplir el año de inactividad que impone la NCAA, jugó dos temporadas más en las que mejoró sus números hasta los 15,4 puntos y 2,0 rebotes por encuentro.

### Profesional
Tras no ser elegido en el Draft de la NBA de 2017, en el mes de junio fichó por el AZS Koszalin de la Polska Liga Koszykówki polaca, pero fue finalmente descartado. En octubre realizó una prueba con los Memphis Hustle de la NBA G League, con los que finalmente acabaría firmando su primer contrato profesional.
El 30 de marzo de 2019 firmó un contrato de diez días con los Memphis Grizzlies de la NBA, debutando al día siguiente.
El 27 de noviembre de 2020, firma por Kolossos Rodou BC de la A1 Ethniki griega.
El 11 de enero de 2021, sus derechos son traspasado a los South Bay Lakers, y de nuevo traspasados a los Santa Cruz Warriors.
El 20 de julio de 2021 firma por los Adelaide 36ers de la NBL.
El 24 de octubre de 2022 regresa a los Santa Cruz Warriors.
En julio de 2023, firma a los Ironi Nes Ziona de la Israeli Basketball Premier League.
El 20 de diciembre de 2024 es anunciado como refuerzo de los Capitanes de la Ciudad de México de la G League, pero fue despedido seis días más tarde.
El 7 de enero de 2025 regresó a Israel para fichar por el Hapoel Eilat B.C. de la Ligat ha'Al.

## Estadísticas de su carrera en la NBA

### Temporada regular
| Año     | Equipo  | PJ | PT | MPP  | %TC  | %3P  | %TL   | RPP | APP | ROB | TPP | PPP |
| ------- | ------- | -- | -- | ---- | ---- | ---- | ----- | --- | --- | --- | --- | --- |
| 2018-19 | Memphis | 2  | 0  | 13.0 | .250 | .000 | 1.000 | .5  | 2.5 | .5  | .0  | 4.0 |
| 2019-20 | Memphis | 2  | 0  | 6.5  | .444 | .667 | 1.000 | .5  | .0  | .0  | .0  | 6.0 |
| Total   | Total   | 4  | 0  | 9.8  | .333 | .250 | 1.000 | .5  | 1.3 | .3  | .0  | 5.0 |